# Nasu Kinoko
Nasu Kinoko (奈須 きのこ sinh ngày 28 tháng 11 năm 1973) là một nam nhà văn người Nhật, được biến đến nhiều nhất nhờ sáng tác light novel Kara no Kyōkai và hai visual novel Tsukihime và Fate/stay night. Ông là nhà đồng sáng lập hãng visual novel Type-Moon.

## Tiểu sử
Cùng với người bạn thân từ thời sơ trung, Takeuchi Takashi, Nasu Kinoko thành lập Type-Moon vào năm 2000, ban đầu là một nhóm dōjin đã phát triển nên visual novel Tsukihime, mà đã nhanh chóng trở nên nổi tiếng sau đó, phần nhiều bởi phong cách kể chuyện độc đáo của Nasu. Những nhà văn mà Nasu chịu ảnh hưởng bao gồm Kikuchi Hideyuki, Ayatsuji Yukito, Shimada Soji, Kyogoku Natsuhiko, Takemoto Kenji Ken Ishikawa, và Nightow Yasuhiro.
Sau sự thành công của Tsukihime, Type-Moon trở thành một tổ chức thương mại. Phần tiếp theo của Tsukihime, Kagetsu Tohya, phát hành vào tháng 8 năm 2001. Ngày 28 tháng 1 năm 2004, Type-Moon cho ra mắt Fate/stay night, cũng do Nasu chấp bút, là một quả bom tấn, trở thành một trong những visual novel kinh điển nhất vào thời gian đó và vẫn có sức ảnh hưởng mạnh mẽ suốt thời gian dài. Phần tiếp theo Fate/stay night, Fate/hollow ataraxia, phát hành vào ngày 28 tháng 10 năm 2005. Cả hai tác phẩm của Nasu (Tsukihime và Fate/stay night) đều được chuyển thể thành nhiều loạt manga và anime. Năm 2011, visual novel thứ ba của Type-Moon do Nasu trực tiếp chỉ đạo sản xuất là Mahoutsukai no Yoru ra đời.

## Tác phẩm
Buổi đầu sự nghiệp, Nasu Kinoko đã sáng tác light novel Kara no Kyōkai, phát hành vào năm 1998 và được tái bản vào năm 2004. Những tiểu thuyết tên tuổi khác của ông bao gồm Angel Notes, Mahōtsukai no Yoru (mà được lấy ý tưởng để phát triển visual novel cùng tên sau này) và Kōri no Hana.

### Tiểu thuyết
- Kara no Kyōkai
- Angel Notes
- Mahōtsukai no Yoru
- Kōri no Hana (氷の花 Ice Flowers?)
- Decoration Disorder Disconnection: Junk the Eater
- Decoration Disorder Disconnection: HandS

Ghi chú: "Kara no Kyōkai" minh họa bởi Takeuchi Takashi, còn xê-ri "DDD" sử dụng tranh vẽ của Hirokazu Koyama

### Visual novel
- Tsukihime
- Kagetsu Tohya
- Fate/stay night
- Fate/hollow ataraxia
- Mahōtsukai no Yoru

### Khác
- Melty Blood - Nguyên bản là một trò chơi đối kháng ra mắt vào tháng 12 năm 2002.
- 428: Fūsa Sareta Shibuya de - Nasu viết một phần kịch bản đặc biệt trong trò chơi, cùng với người đồng nghiệp Takeuchi Takashi ở Type-Moon cung cấp bản thiết kế nhân vật. Kịch bản này về sau được chuyển thể thành anime CANAAN.[5]